# Escalier volant en pierre
Un escalier volant en pierre, encore appelé escalier aérien en pierre ou escalier à marches volantes (ou saillantes) en pierre, est un escalier traditionnel dont les marches, en pierre, sont encastrées d'un seul côté dans un mur vertical ou légèrement oblique. L'ensemble est généralement en pierres sèches, et la plupart du temps sans main courante.

## Description
La réalisation de ce type d’escalier nécessite un savoir-faire spécifique :
Du fait de leur disposition en porte-à-faux, la résistance des marches, y compris vis-à-vis des aléas météorologiques, est déterminante pour la sécurité des personnes. Leur résistance dépend de la rigidité de la roche, de leur épaisseur, mais aussi de leur engagement dans le mur, car c'est la gravité qui maintient la cohésion de l'ensemble : la partie encastrée est généralement aussi longue, voire plus longue, que la partie aérienne, ce point étant surtout important pour les marches les plus élevées, dont la charge statique est la plus faible.
Selon la géologie des régions, les marches sont en granite, en calcaire dur ou en grès schisteux, du type lauze de toiture, mais plus épaisses.
Dans sa partie haute, l'escalier volant peut aboutir à une échancrure ménagée dans un mur, pourvue d'un petit escalier perpendiculaire qui débouche sur une terrasse.
La conception aérienne de l'escalier permet de prendre un minimum d’espace sur la terre cultivable. Elle apporte de plus un aspect esthétique,.
Cependant, le profond encastrement des marches oblige à les poser durant la construction du mur, et rend délicat leur remplacement ou leur réparation.

## Utilisation
On trouve ce genre d'escalier sur des parois de bâtiments anciens en pierre (les marches peuvent alors être liées à l'aide d'un mortier), ou en toiture dans des constructions rurales en pierre sèche.

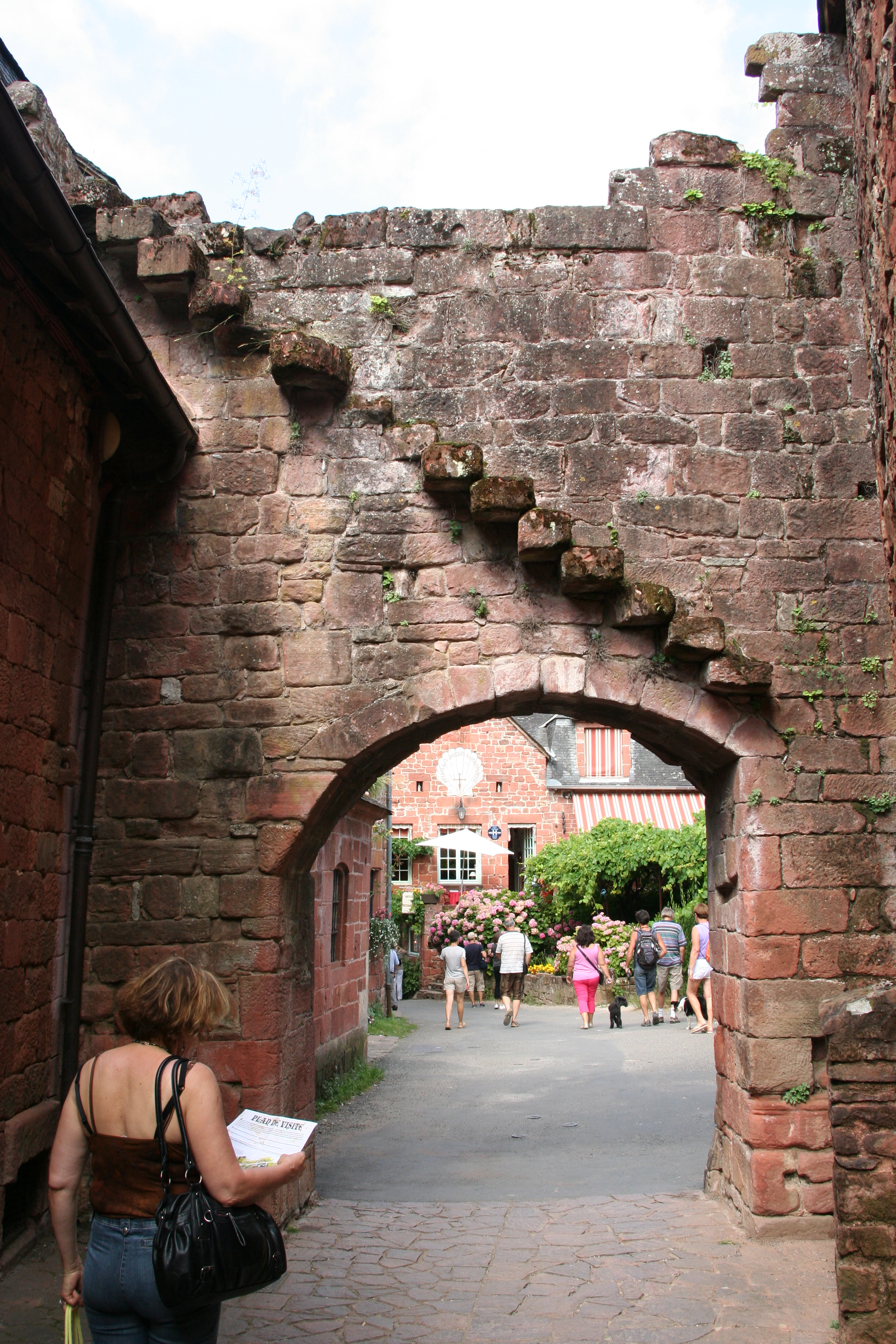
Collonges-la-Rouge. Porte Plate. Escalier volant menant au chemin de ronde
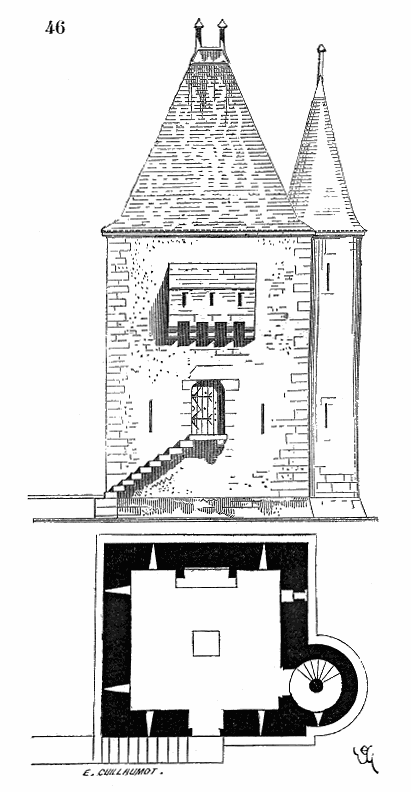
Escalier à marches engagées dans la muraille d'une maison médiévale (Viollet-le-Duc, 1856)
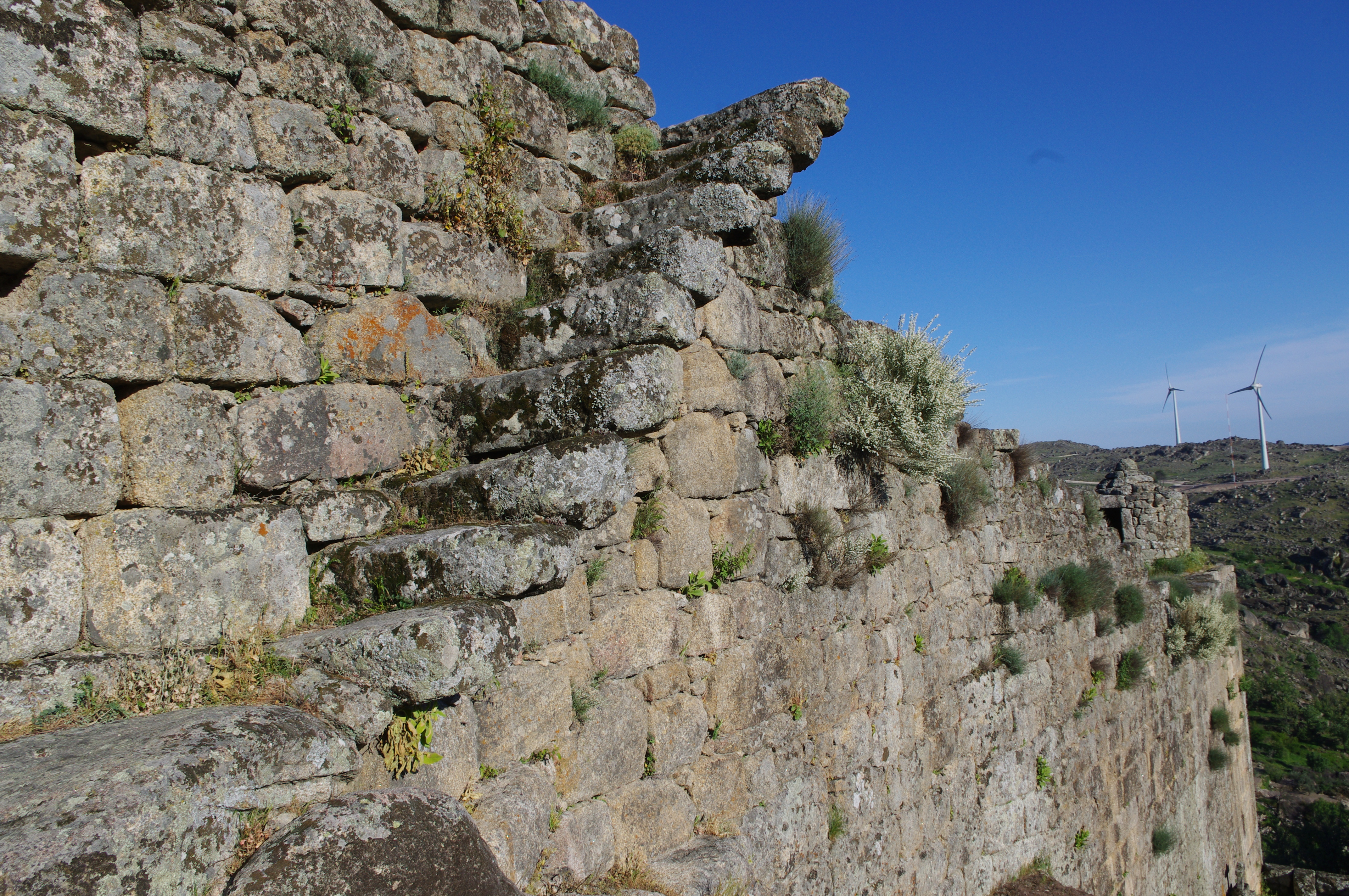
Château de Sortelha (Portugal)
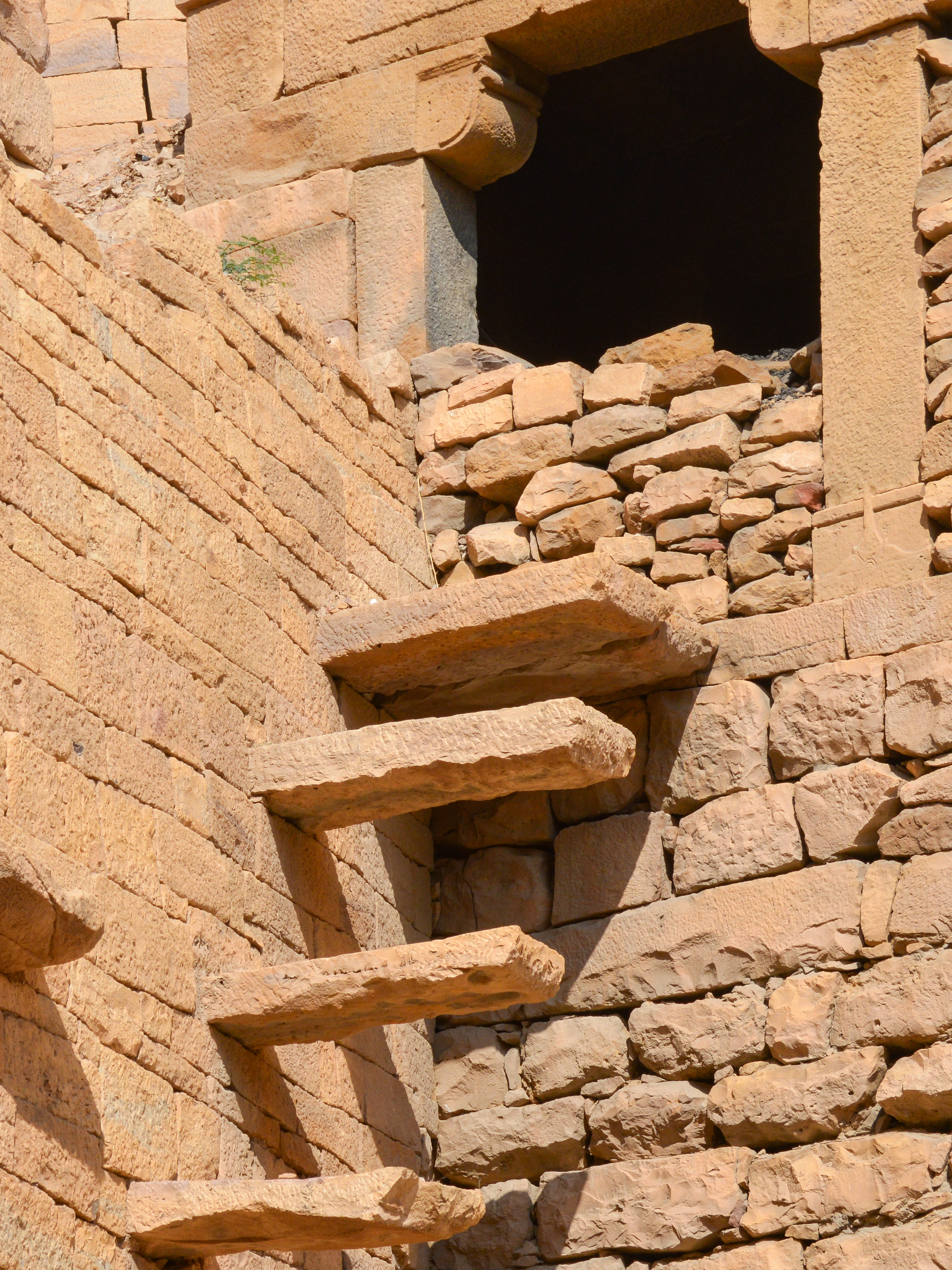
Fort de Jaisalmer (Inde)

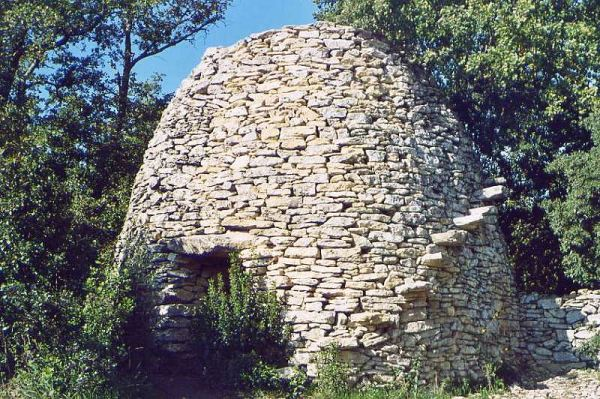
Escalier volant sur le couvrement d'une capitelle
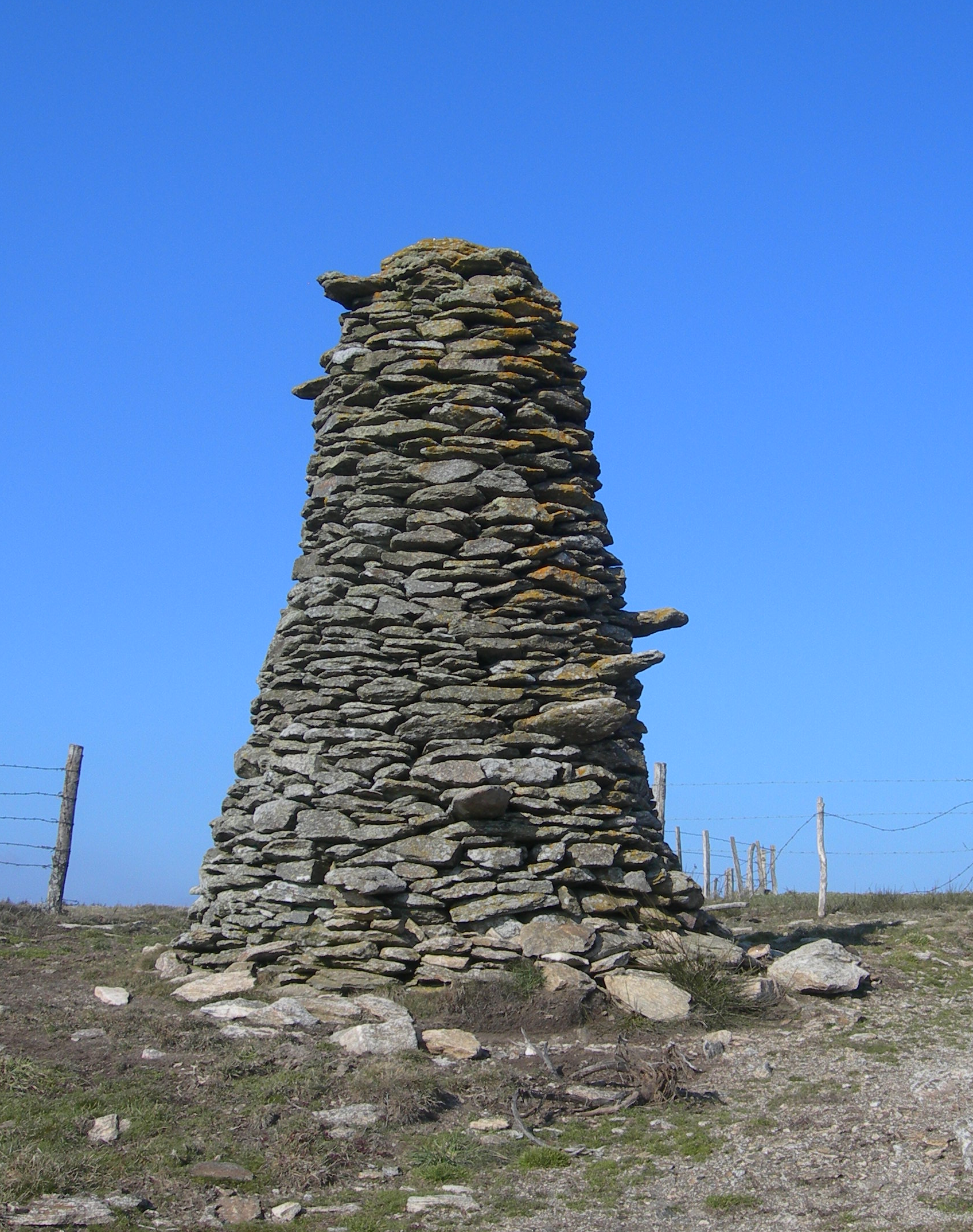
Escalier volant sur une tour de berger

Mais l'usage le plus fréquent est du type en saillie sur un mur de soutènement ou de retenue en pierre sèche : cultures en terrasse (vignobles, oliveraies...), jardins d'agrément...

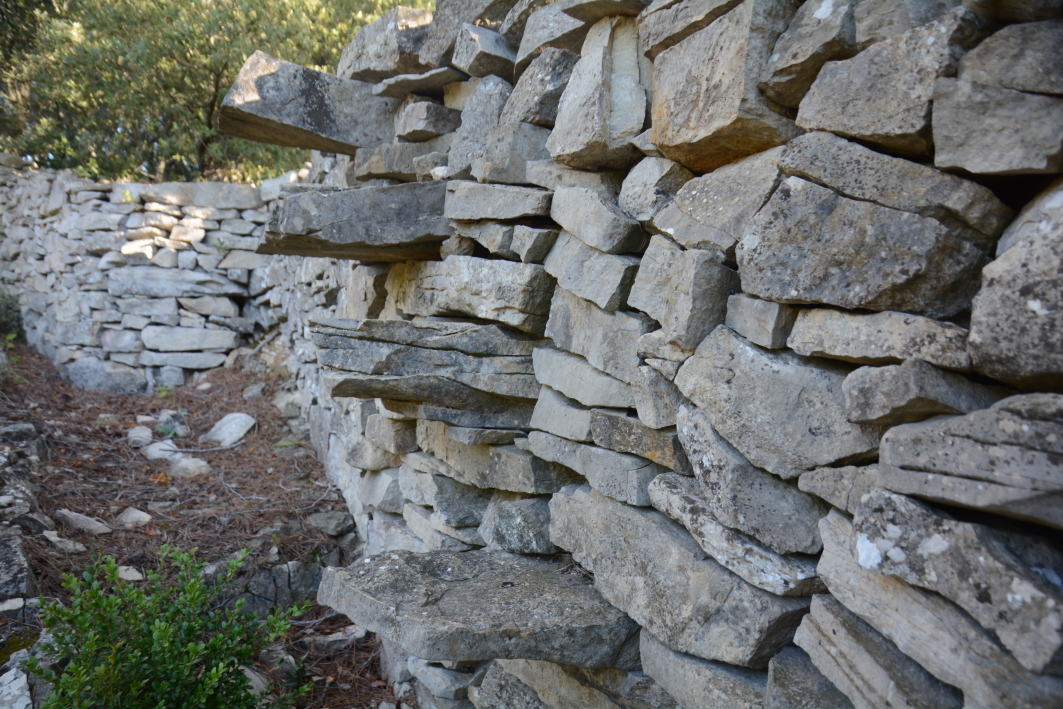
Escalier volant dans le Gard
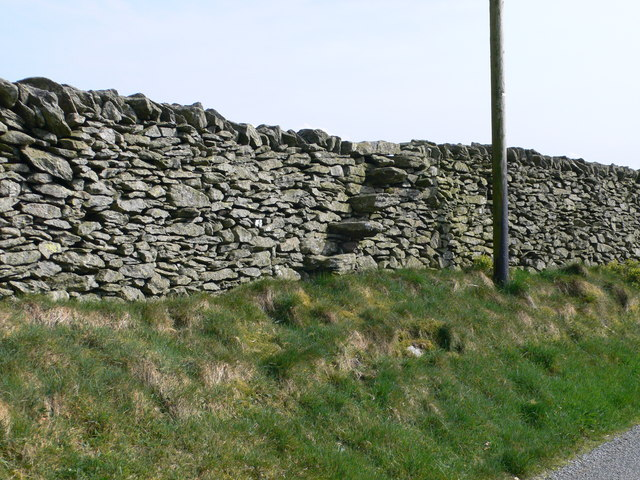
Escalier volant au pays de Galles
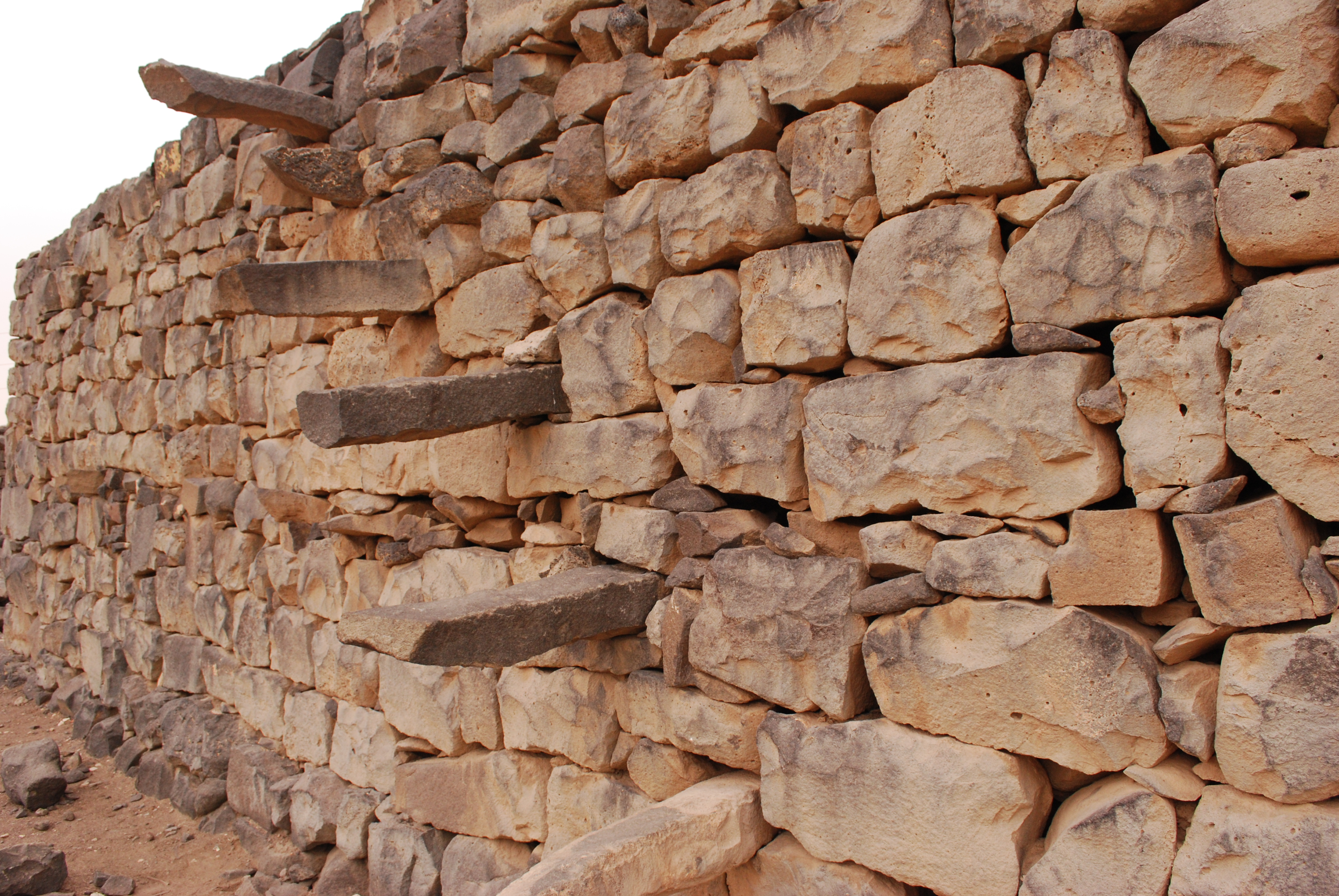
Escalier volant en Jordanie
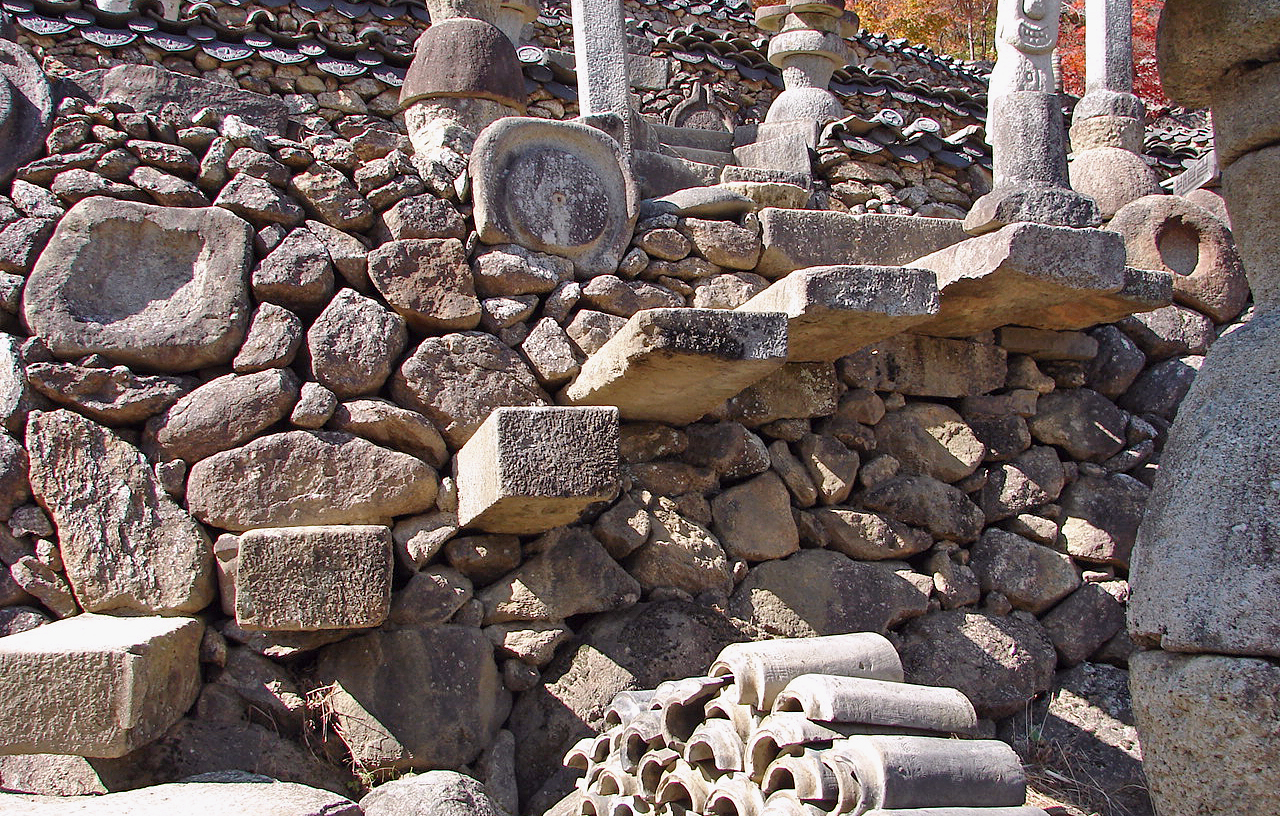
Sanctuaire de Samseonggung (Corée du Sud)
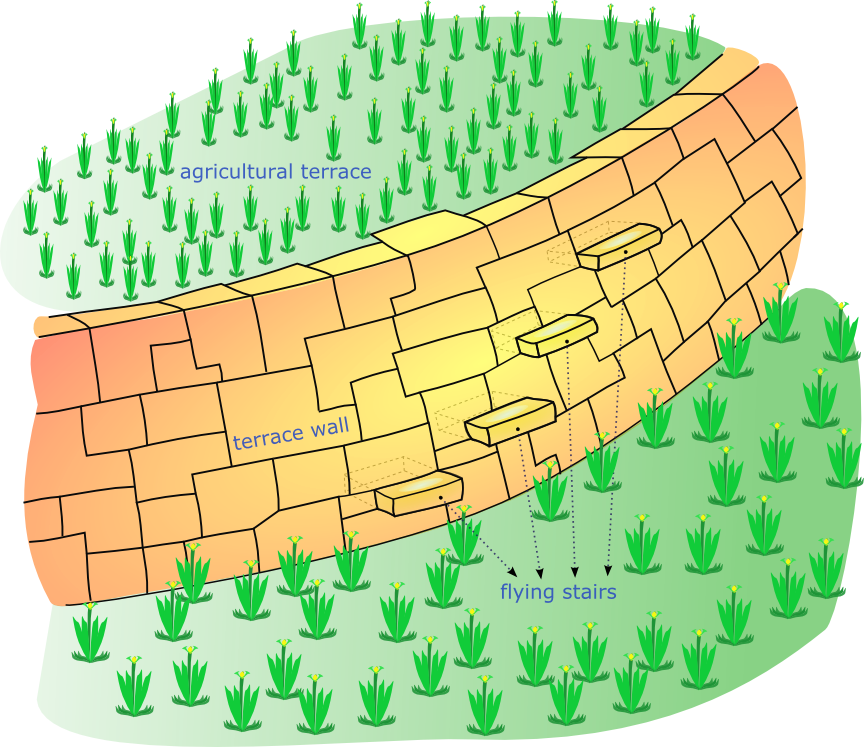
Escalier volant inca

## Régions d'emploi
Compte tenu de leur usage principalement rural, c'est dans les régions à relief marqué et disposant de roches adéquates qu'il y a le plus grand nombre d'escaliers volants en pierre : une thèse de 2011 cite la France, l'Espagne, l'Italie, le Yémen, le Pérou.
En France, on en trouve notamment en Auvergne-Rhône-Alpes, Bourgogne-Franche-Comté, Corse, Normandie, Nouvelle-Aquitaine, Occitanie, Provence-Alpes-Côte-d'Azur...